# Pont de Buridan
El pont de Buridan és una paradoxa lògica enunciada per Jean Buridan.

## Argument
Sòcrates vol creuar un pont custodiat per Plató. Aquest darrer li diu què podrà travessar si la primera frase que diu és veritat però que en cas contrari, el llançarà a l'aigua. Llavors Sòcrates exclama "Em llançaràs a l'aigua" i crea un dilema en Plató perquè si el deixa passar, ha anat contra les seves normes (Sòcrates ha mentit i ha passat) però si el llança a l'aigua també (la frase era vertadera i hauria d'haver travessat).

## Anàlisi
El mateix Buridan analitza la paradoxa, distingint entre els valors de veritat tradicionals (una afirmació és vertadera o falsa) i un tercer rang que ocupa aquest tipus de proposicions, per exemple les formulades en futur. Com que no es pot comprovar en el present el seu valor (no es pot contrastar amb la realitat si Plató llançarà a Sòcrates a l'aigua fins que aquest provi de travessar el pont), la frase no pot mesurar-se en els termes lògics habituals. Aquesta distinció recull l'herència clàssica sobre quins judicis poden ser jutjats d'acord amb la veritat o falsedat del seu contingut: les oracions no enunciatives i els temps condicionals o futurs queden exclosos dels valors binaris.

## Llegat
Cervantes inclou una variant de la història al seu Quixot, on Sancho Panza ha de decidir si un home mor penjat en la forca per mentir. Quan examina el cas, veient que hi ha els mateixos motius per penjar-lo i per alliberar-lo seguint la lògica, decideix que cal aplicar la misericòrdia, perquè la moral està per sobre del raonament i el deixa lliure.